# Dendrodontia
Dendrodontia is een geslacht van schimmels behorend tot de familie Polyporaceae. De typesoort is Dendrodontia bicolor.

## Soorten
Volgens Index Fungorum telt het geslacht vier soorten (peildatum december 2021):
| Soortnaam                   | Auteur(s)                                       | Publicatiejaar |
| --------------------------- | ----------------------------------------------- | -------------- |
| Dendrodontia bicolor        | (P.H.B. Talbot) Hjortstam & Ryvarden            | 1980           |
| Dendrodontia bispora        | (Burds. & Nakasone) Guerrero & C.L.M. Rodrigues | 2013           |
| Dendrodontia hyphopaxillosa | M.J. Li & H.S. Yuan                             | 2014           |
| Dendrodontia taiwaniana     | Han C. Wang & Sheng H. Wu                       | 2010           |